# Steffen Hoos
Steffen Hoos (* 29. Januar 1968 in Tambach-Dietharz) ist ein früherer deutscher Biathlet.
Steffen Hoos begann seine internationale Karriere 1988 noch für die DDR startend beim Biathlon-Weltcup in Albertville. Im Einzel erreichte er den 44. Rang. Im folgenden Jahr in Borowez und seinem gleichzeitig vierten Weltcup-Rennen gewann er als 25. seinen ersten Weltcup-Punkt. Im anschließenden Einzel von Ruhpolding kam er als Achter erstmals unter die besten Zehn. 1989 gewann er bei den Biathlon-Weltmeisterschaften in Feistritz gemeinsam mit Andreas Heymann, André Sehmisch und Raik Dittrich die Bronzemedaille im Teamwettkampf. Sein bestes Einzelergebnis in einem Weltmeisterschafts-Rennen erreichte er als Sechster im Einzel bei den Biathlon-Weltmeisterschaften 1990. Karrierehöhepunkt war die Teilnahme an den Olympischen Winterspielen 1992, wo er im Einzel den 18. Platz erreichte. 1993 wurde Hoos in Pokljuka in einem Sprint Sechster und wiederholte damit sein bestes Ergebnis in einem internationalen Einzelrennen. Im selben Jahr gelang ihm mit dem Gewinn der Goldmedaille im Mannschaftswettbewerb bei den Biathlon-Weltmeisterschaften 1993 in Borowez mit Fritz Fischer, Frank Luck und Sven Fischer der größte Erfolg seiner Karriere. Eine weitere Bronzemedaille in diesem Wettbewerb gewann er mit Jens Steinigen, Marco Morgenstern und Peter Sendel bei den Biathlon-Weltmeisterschaften 1994. 1994 beendete Hoos seine internationale Karriere.

## Biathlon-Weltcup-Platzierungen
| Platzierung | Einzel | Sprint | Verfolgung | Massenstart | Team | Staffel | Gesamt |
| ----------- | ------ | ------ | ---------- | ----------- | ---- | ------- | ------ |
| 1. Platz    |        |        |            |             | 1    |         | 1      |
| 2. Platz    |        |        |            |             |      |         |        |
| 3. Platz    |        |        |            |             | 2    |         | 2      |
| Top 10      | 2      | 1      |            |             | 3    |         | 6      |
| Punkte      | 6      | 7      |            |             | 3    |         | 16     |
| Starts      | 16     | 16     |            |             | 3    |         | 35     |

Statistik basiert auf den Angaben bei Biathlonworld.com, die jedoch wohl noch unvollständig sind.